# Margaret Butler, Countess of Ormonde
Margaret Butler, Countess of Ormonde (geborene Lady Margaret FitzGerald, irisch: Mairghréad Nic Gearailt, * um 1473; † 9. August 1542 in Kilkenny, Castle) war eine irische Adlige aus der mächtigen Dynastie der FitzGerald, auch bekannt als „The Geraldines“. Sie heiratete Piers Butler, 8. Earl of Ormonde, mit dem sie neun Kinder hatte. Sie war politisch höchst aktiv. Und beide Eheleute agierten zusammen, um die Interessen ihrer Familien und Angehörigen zu fördern. Von den beiden war es jedoch Margaret, die in Bezug auf Bildung und familiäre Verbindungen die besser qualifizierte war, und sie war mindestens genauso ehrgeizig wie ihr Mann.

## Familie
Margaret wurde als zweites Kind und älteste Tochter von Gerald FitzGerald, 8. Earl of Kildare, und seiner ersten Frau Alison FitzEustace, Tochter von Rowland FitzEustace, 1. Baron Portlester geboren. Ihr älterer Bruder war Gerald FitzGerald, 9. Earl of Kildare, und sie hatte drei Schwestern: Eleanor (um 1482– nach 1541), Alice und Eustacia. Später kamen fünf Halbbrüder aus der zweiten Ehe ihres Vaters mit Elizabeth St. John nach dem Tod ihrer Mutter am 22. November 1495 hinzu, die alle zusammen mit Margarets Neffen Thomas FitzGerald, 10. Earl of Kildare, in der irischen Geschichte als „Silken Thomas“ bekannt, 1537 wegen Hochverrats gehängt wurden.
Ihr Vater war der ranghöchste Peer des Königreichs Irland und Lord Deputy of Ireland während der Regentschaften der englischen Könige Edward IV., Eduard V., Richard III, Heinrich VII.  und Heinrich VIII. Eine ihrer Nichten war Elizabeth FitzGerald, Countess of Lincoln, (1528–1590) die berühmte „Fair Geraldine“, Tochter der zweiten Frau ihres Bruders Elizabeth Grey.

## Leben
Im Jahr 1485 heiratete sie Sir Piers Ruadh Butler (um 1467–1539), Sohn von Sir James Butler of Polestown († 1467), Gutsherr von Shankill Castle und Sabh Kavanagh. Die Ehe war politisch und arrangiert mit dem Ziel, die langjährige Rivalität zwischen den beiden Familien zu beenden. In den frühen Jahren ihrer Ehe wurden Margaret und ihr Mann von James Dubh Butler, einem unehelichen Neffen und als Agent des abwesenden Thomas Butler, 7. Earl of Ormonde agierend, der in England residierte und Gerüchten zufolge der reichste Untertan des Königreichs war, gezwungen sich zu verstecken und in relativer Armut zu leben.
Piers rächte sich, indem er James in einem Scharmützel im Jahr 1497 tötete; am 22. Februar 1498 wurde er für dieses Verbrechen begnadigt. Am 3. August 1515, nach dem Tod des 7. Earl of Ormonde (der nur zwei Töchter als Erben hatte), hatte Piers berechtigten Anspruch auf den Titel des 8. Earl of Ormonde. Allerdings ließ die Krone den Titel ruhen und zog die Ländereien ein. Jahre zuvor, 1498, hatten Piers und Margaret allerdings bereits Kilkenny Castle in Besitz genommen und es zu ihrer Hauptresidenz gemacht. Durch ihre beträchtlichen Bemühungen wurde der Lebensstandard innerhalb des Schlosses stark verbessert.
Auf Druck König Heinrichs VIII. verzichtete Piers am 18. Februar 1528 auf seinen Anspruch auf den Titel Earl of Ormonde und erhielt dafür am 23. Februar 1528 den Titel (1.) Earl of Ossory als Entschädigung.
Den Titel Earl of Ormonde verlieh der König am 8. Dezember 1529 in zweiter Verleihung dem Vater seiner Geliebten und späteren Gattin Anne Boleyn, Thomas Boleyn, 1. Viscount Rochford, zusammen mit dem englischen Titel Earl of Wiltshire. Der verstorbene 7. Earl of Ormonde war Boleyns Onkel mütterlicherseits. Alle Titel Boleyns erloschen, als er 1539 ohne männliche Nachkommen starb. Aber bereits nachdem Anne Boleyn 1536 hingerichtet worden war, waren Thomas Boleyn seine Besitzungen in Irland entzogen worden und sie wurden 1537 Piers Butler übertragen. Am 22. Februar 1538 wurde der Titel (8.) Earl of Ormonde formell Piers Butler zugesprochen und die Earldoms Ormonde und Ossory verbunden.
Piers und Margaret hatten sich aber schon vorher weiterhin als Earl und Countess of Ormonde bezeichnet, mit Margaret als derjenigen, die die Ansprüche auch gegen die eigene Familie der FitzGeralds energischer verfolgte und dabei sowohl Rechtsgeschäfte wie auch die Entwicklung der eigenen Besitzungen und Castles vorantrieb. Sie und Piers gründeten 1538 die Kilkenny Grammar School. Sie drängte Piers, Weber und Kunsthandwerker aus Flandern zu holen, und sie half, Manufakturen für die Herstellung von Teppichen, Wandteppichen und Stoff (diaper) aufzubauen. Sie ergänzte die Castles in Granagh und Ormonde, 1501 erbaute sie das Ende des 14. Jahrhunderts zerstörte Gowran Castle wieder auf. 1502 ließ sie St. Mary’s Collegiate Church Gowran ergänzen, wo die Vorfahren ihres Mannes beerdigt sind. Margaret entwickelte auch ein Gut aus ihren persönlichen Jointure-Ländereien, das schließlich an ihren jüngeren Sohn Richard überging.

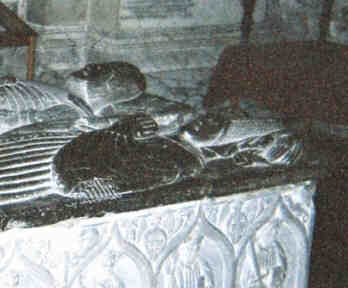
Grabmal von Margaret FitzGerald (vorne) und Piers Butler in der Sankt-Cainnech-Kathedrale, Kilkenny

Margaret und Piers hatten neun Kinder, darunter James Butler, 9. Earl of Ormonde (1496–1546) und Richard Butler, 1. Viscount Mountgarret (1500–1571).
Piers Butler starb 1539 mit Margaret als alleiniger Testamentsvollstreckerin. Sie selber starb am 9. August 1542. Das Grabmal beider ist in der Sankt-Cainnech-Kathedrale in Kilkenny.

## Nachleben
Der Geschichtsschreiber Richard Stanihurst (1547–1618) beschrieb sie als „manlike and tall of stature, verie liberall and bountifull, a sure friend, a bitter enimie“. Er würdigte auch ihre Erfolge zur Verbesserung des Lebensstandards in Kilkenny.
Von ihrem Bruder Gerald FitzGerald, 9. Earl of Kildare, ist der Ausspruch überliefert „Erle (Piers) or my Lady, his wif, by whome he is only ruled“. Sie bezeichnete sich selbst mit ihrem irischen Namen Mairghréad Gearóid (in Anspielung darauf, dass sie die Tochter des großen Gerald FitzGerald, 8. Earl of Kildare, irisch: Gearóid Mór, war). Sie wird manchmal auch als die Great Countess of Ormonde bezeichnet und die Geschichtsschreibung des 19. Jahrhunderts beschrieb sie als „unquestionably one of the most remarkable women of her age and country“. Sie wird als „traditional builder of nearly every castle in the district“ charakterisiert. Andere Chronisten beschrieben sie als „a lady so politic, that nothing was thought substantially debated without her advice“. oder als „able for wisdom to rule a realm had not her stomach overruled itself“. Ihr wurden verschiedene wilde Geschichten angedichtet, die sie zweifellos selbst kultivierte, um ihren furchterregenden Ruf zu befördern.
Judy Chicago widmete ihr eine Inschrift auf den dreieckigen Bodenfliesen des Heritage Floor ihrer 1974 bis 1979 entstandenen Installation The Dinner Party. Die mit dem Namen Margaret of Desmond beschrifteten Porzellanfliesen sind dem Platz mit dem Gedeck für Elisabeth I. zugeordnet.